# قطعنامه ۲۶۴ شورای امنیت
قطعنامه ۲۶۴ شورای امنیت سازمان ملل متحد که در تاریخ مارسch 20, ۱۹۶۹ تصویب شد، سندی بین‌المللی دربارهٔ وضعیت نامبیا است. این قطعنامه طی نشست ۱٬۴۶۵ام
با ۱۳ موافق،۰ مخالف و۲ ممتنع تصویب شد.